# Бруно Резенде
Бруно Моса де Резенде (порт. Bruno Mossa de Rezende; Рио де Жанеиро, 2. јул 1986) бразилски је одбојкаш, дизач одбојкашке репрезентације Бразила.

## Лични живот
Мајка му је Вера Моса, бразилска одбојкашица. Отац му је Бернардо Резенде, такође бразилски одбојкаш, касније и тренер бразилске репрезентације. Развели су се 1994. године.
Из првог брака Вере Мосе Бруно има старијег полубрата, Едсона. Из Вериног трећег брака Бруно има млађу полусестру, Луису.
Бернардо има две ћерке из другог брака са Фернандом Вентурини.

## Каријера
Као репрезентативац Бразила освојио је прво место у Светској 
лиги у одбојци, Светском купу у одбојци и Јужноамеричком одбојкашком првенству.
Бруно је 2009. године освојио два такмичења са репрезентацијом Бразила: Светску лигу и Куп шампиона. 
Освојио је Светску лигу у одбојци трећи пут 2010. године.
Бразилска репрезентација освојила је друго место у Светској лиги 2011. године. Исте те године су освојили Јужноамеричко такмичење у одбојци. Пар месеци касније, Бразил је освојио бронзану медаљу на Светском купу у одбојци.
Бразил је 2013. године био на другом месту Светске лиге. Те године је Бразил освојио златну медаљу на Јужноамеричком такмичењу у одбојци и још једну златну медаљу на ФИВБ Светском купу шампиона (FIVB Volleyball World Grand Champions Cup).
Бруно је освојио сребрну медаљу у Светској лиги у одбојци и сребрну медаљу у Светском првенству у одбојци 2014. године.
Бразил је 2015. године освојио златну медаљу на Јужноамеричком одбојкашком првенству.
Бруно је освојио још две сребрне медаље у Светској лиги у одбојци 2016. и 2017. године. Исте 2017. године је Бразил освојио златну медаљу на Јужноамеричком одбојкашком првенству.
Године 2018. су освојили сребрну медаљу на Светском првенству у одбојци.
Бразил је освојио златну медаљу на Светском купу у одбојци 2019. године. 

### Летње олимпијске игре
Био је члан бразилске репрезентације на Летњим олимпијским играма 2008. године, где су освојили сребрну медаљу. Бруно је 2012. године у бразилском тиму освојио још једну сребрну медаљу на Летњим олимпијским играма 2012. године у Лондону. На Летњим олимпијским играма 2016. године Бразил је освојио златну медаљу и Брунo је назван најбољим дизачем на турниру.

### Клубови у којима је играо
- Clube Fonte Sao Paulo (клуб у Сао Паулу, Бразил), 2000/01-2002/03[5]
- Unisul Esporte Clube (клуб у Бразилу), 2003/04-2004/05[5]
- Cimed Florianopolis (клуб у Флоријанополису, Бразил), 2005/06-2010/11[5]
- Модена (Leo Shoes Modena) (клуб у Модени, Италија), 2011/12-2011/12[5]
- Cimed Florianopolis (клуб у Флоријанополису, Бразил), 2011/12-2011/12[5]
- RJX Rio de Janeiro (клуб у Риу де Жанеиру, Бразил), 2012/13-2013/14[5]
- Модена (Leo Shoes Modena) (клуб у Модени, Италија), 2013/14-2015/16[5]
- Sesi Sao Paulo (клуб у Сао Паулу, Бразил), 2016/17-2016/17[5]
- Модена (Leo Shoes Modena) (клуб у Модени, Италија), 2017/18-2017/18[5]
- Лубе Ћивитанова (Cucine Lube Civitanova) (клуб у Чивитанови Марке, Италија), 2018/19-2019/20[5]
- Volei Taubate (клуб у Сао Паулу, Бразил), 2020/21-2020/21[5][6]

## Референцe
1. ↑  Júnior Micheletti, Marcos. „Vera Mossa”. terceirotempo.uol.com.br. Приступљено 15. 4. 2020.
2. ↑  Dziublak, Arkadiusz. „Bernardo Rezende został ponownie ojcem”. sportowefakty.wp.pl. Приступљено 15. 4. 2020.
3. 1 2  „Player - Bruno Mossa Rezende - Volleyball Nations League 2020”. volleyball.world. Приступљено 14. 4. 2020.
4. ↑  „The Olympics 2016 - Best players”. Volleybox.net. Приступљено 13. 4. 2020.
5. 1 2 3 4 5 6 7 8 9 10 11  „Bruno Rezende - Player experience”. Приступљено 14. 4. 2020.
6. ↑  „Bruno Pens Farewell Message To Lube Civitanova”. fivb.com. Приступљено 15. 4. 2020.